# Nederlandse kampioenschappen indooratletiek
Dit is een overzicht van de Nederlandse kampioenschappen indooratletiek. Deze kampioenschappen worden sinds 1969 jaarlijks gehouden.

## Uitslagen
| Jaar | Datum                 | Plaats     | Uitslagen |
| ---- | --------------------- | ---------- | --------- |
| 1980 | 2/3 februari          | Zwolle     | Uitslagen |
| 1981 | 31 januari/1 februari | Zwolle     | Uitslagen |
| 1982 | 20/21 februari        | Rotterdam  | Uitslagen |
| 1983 | 19/20 februari        | Zuidlaren  | Uitslagen |
| 1984 | 11/12 februari        | Zuidlaren  | Uitslagen |
| 1985 | 2/3 februari          | Maastricht | Uitslagen |
| 1986 | 8/9 februari          | Zuidlaren  | Uitslagen |
| 1987 | 6/8 februari          | Den Haag   | Uitslagen |
| 1988 | 20/21 februari        | Den Haag   | Uitslagen |
| 1989 | 3/5 februari          | Den Haag   | Uitslagen |
| 1990 | 17/18 februari        | Den Haag   | Uitslagen |
| 1991 | 16/17 februari        | Den Haag   | Uitslagen |
| 1992 | 15/16 februari        | Den Haag   | Uitslagen |
| 1993 | 27/28 februari        | Den Haag   | Uitslagen |
| 1994 | 19/20 februari        | Den Haag   | Uitslagen |
| 1995 | 18/19 februari        | Den Haag   | Uitslagen |
| 1996 | 24/25 februari        | Den Haag   | Uitslagen |
| 1997 | 22/23 februari        | Den Haag   | Uitslagen |
| 1998 | 14/15 februari        | Den Haag   | Uitslagen |
| 1999 | 20/21 februari        | Den Haag   | Uitslagen |
| 2000 | 12 februari           | Gent       | Uitslagen |
| 2001 | 17 februari           | Gent       | Uitslagen |
| 2002 | 16 februari           | Gent       | Uitslagen |
| 2003 | 15 februari           | Gent       | Uitslagen |
| 2004 | 21 februari           | Gent       | Uitslagen |
| 2005 | 19 februari           | Gent       | Uitslagen |
| 2006 | 18 februari           | Gent       | Uitslagen |
| 2007 | 17 februari           | Gent       | Uitslagen |
| 2008 | 16 februari           | Gent       | Uitslagen |
| 2009 | 14/15 februari        | Apeldoorn  | Uitslagen |
| 2010 | 6/7 februari          | Apeldoorn  | Uitslagen |
| 2011 | 12/13 februari        | Apeldoorn  | Uitslagen |
| 2012 | 25/26 februari        | Apeldoorn  | Uitslagen |
| 2013 | 16/17 februari        | Apeldoorn  | Uitslagen |
| 2014 | 22/23 februari        | Apeldoorn  | Uitslagen |
| 2015 | 21/22 februari        | Apeldoorn  | Uitslagen |
| 2016 | 27/28 februari        | Apeldoorn  | Uitslagen |
| 2017 | 11/12 februari        | Apeldoorn  | Uitslagen |
| 2018 | 17/18 februari        | Apeldoorn  | Uitslagen |
| 2019 | 16/17 februari        | Apeldoorn  | Uitslagen |
| 2020 | 22/23 februari        | Apeldoorn  | Uitslagen |
| 2021 | 20/21 februari        | Apeldoorn  | Uitslagen |
| 2022 | 26/27 februari        | Apeldoorn  | Uitslagen |
| 2023 | 18/19 februari        | Apeldoorn  | Uitslagen |
| 2024 | 17/18 februari        | Apeldoorn  | Uitslagen |
| 2025 | 22/23 februari        | Apeldoorn  | Uitslagen |

## Kampioenschapsrecords

### Mannen
| Onderdeel            | Prestatie   | Atleet              | Datum            | Jaar | Locatie   | Bron  |
| -------------------- | ----------- | ------------------- | ---------------- | ---- | --------- | ----- |
| 60 m                 | 6,61 s      | Joris van Gool      | 26 februari 2022 | 2022 | Apeldoorn | [ 1 ] |
|                      | 6,61 s      | Elvis Afrifa        | 22 februari 2025 | 2025 | Apeldoorn |       |
| 200 m                | 20,90 s     | Onyema Adigida      | 23 februari 2020 | 2020 | Apeldoorn |       |
| 400 m                | 45,48 s NR  | Liemarvin Bonevacia | 27 februari 2022 | 2022 | Apeldoorn | [ 2 ] |
| 800 m                | 1:46,21 min | Thijmen Kupers      | 28 februari 2016 | 2016 | Apeldoorn |       |
| 1500 m               | 3:37,08 min | Stefan Nillessen    | 23 februari 2025 | 2025 | Apeldoorn |       |
| 3000 m               | 7:49,26 min | Tim Verbaandert     | 22 februari 2025 | 2025 | Apeldoorn |       |
| 60mH                 | 7,57 s      | Job Geerds          | 18 februari 2024 | 2024 | Apeldoorn |       |
| Kogelstoten          | 20,89 m     | Rutger Smith        | 16 februari 2008 | 2008 | Gent      |       |
| Hink-stap-springen   | 16,45 m     | Fabian Florant      | 16 februari 2013 | 2013 | Apeldoorn |       |
| Hoogspringen         | 2,25 m      | Wilbert Pennings    | 12 februari 2000 | 2000 | Gent      |       |
| Polsstokhoogspringen | 5,91 m      | Menno Vloon         | 27 februari 2022 | 2022 | Apeldoorn |       |
| Verspringen          | 8,23 m      | Emiel Mellaard      | 5 februari 1989  | 1989 | Den Haag  |       |

### Vrouwen
| Onderdeel            | Prestatie   | Atleet                | Datum            | Jaar | Locatie   | Bron  |
| -------------------- | ----------- | --------------------- | ---------------- | ---- | --------- | ----- |
| 60 m                 | 7,03 s      | Dafne Schippers       | 27 februari 2016 | 2016 | Apeldoorn | [ 3 ] |
| 200 m                | 23,10 s     | Marije van Hunenstijn | 18 februari 2024 | 2024 | Apeldoorn |       |
| 400 m                | 49,24 s WR  | Femke Bol             | 18 februari 2024 | 2024 | Apeldoorn | [ 4 ] |
| 800 m                | 2:01,83 min | Sanne Verstegen       | 12 februari 2017 | 2017 | Apeldoorn |       |
| 1500 m               | 4:07,98 min | Maureen Koster        | 18 februari 2023 | 2023 | Apeldoorn |       |
| 3000 m               | 8:50,74 min | Maureen Koster        | 22 februari 2025 | 2025 | Apeldoorn |       |
| 60mH                 | 7,84 s      | Nadine Visser         | 23 februari 2025 | 2025 | Apeldoorn |       |
| Kogelstoten          | 20,31 m NR  | Jessica Schilder      | 17 februari 2024 | 2024 | Apeldoorn | [ 5 ] |
| Hink-stap-springen   | 13,09 m     | Maureen Herremans     | 18 februari 2023 | 2023 | Apeldoorn |       |
| Hoogspringen         | 1,90 m      | Jeanelle Scheper      | 23 februari 2020 | 2020 | Apeldoorn |       |
|                      | 1,90 m      | Britt Weerman         | 19 februari 2023 | 2023 | Apeldoorn |       |
| Polsstokhoogspringen | 4,50 m      | Femke Pluim           | 28 februari 2016 | 2016 | Apeldoorn |       |
| Verspringen          | 6,54 m      | Tineke Hidding        | 17 februari 1990 | 1990 | Den Haag  |       |
|                      | 6,54 m      | Pauline Hondema       | 18 februari 2024 | 2024 | Apeldoorn |       |

### Gemengd
| Onderdeel         | Prestatie | Club  | Datum            | Jaar | Locatie   | Bron  |
| ----------------- | --------- | ----- | ---------------- | ---- | --------- | ----- |
| 4 x 400 m gemengd | 3.38,80   | Altis | 23 februari 2025 | 2025 | Apeldoorn | [ 6 ] |